# Nicky Grant
Nichola Anne „Nicky“ Grant (* 13. August 1976 in Aberdeen, Schottland) ist eine ehemalige schottische Fußballspielerin. Sie spielte u. a. für den 1. FFC Frankfurt in der Frauen-Bundesliga, in der englischen, schottischen, schwedischen und isländischen Liga und ist 98-fache schottische Nationalspielerin.

## Leben und Karriere
Grant wuchs auf in Elgin (Moray) im Nordosten Schottlands.

### Vereine
Grant erlangte mit zwanzig Jahren Bekanntheit als Fußballspielerin, als sie im schottischen Pokalfinale 1996 für die Cove Rangers zwei Treffer zum 5:1-Sieg gegen den FC Aberdeen erzielte. Ab 1997 spielte sie für Cumbernauld United, mit dem sie ebenso wie danach für den FC Stenhousemuir erneut den schottischen Fußballpokal gewann; beim 9:0-Sieg gegen den FC Clyde im Pokalfinale 2000 gelangen ihr vier Treffer. Während der Sommersaison 2001 spielte sie in Island bei ÍBV Vestmannaeyja, bevor sie sich 2002 dem FC Arsenal anschloss und dort zum Gewinn der FA Women’s Premier League beitrug.
2002/03 spielte sie für Glasgow City FC und wechselte im Sommer 2003 nach Deutschland. Verletzungsbedingt kam sie für den 1. FFC Frankfurt in der Saison 2003/04 nur zu zwei Bundesliga-Einsätzen und zu drei Einsätzen im UEFA Women’s Cup und kehrte bereits im Herbst 2003 zurück nach Schottland, wo sie für den FC Kilmarnock, Hamilton Academical, Celtic Glasgow sowie zuletzt bei Forfar Farmington spielte. Zwischenzeitlich spielte sie erneut in England (für die Doncaster Rovers) und in Schweden (für den QBIK Karlstad).

### Nationalmannschaft
Grant debütierte im Oktober 1993 für die schottische Nationalmannschaft im Qualifikationsspiel gegen Italien für die Fußball-Europameisterschaft 1995. Bis 2006 kam sie auf insgesamt 98 Einsätze in der Nationalelf, in denen sie 7 Tore erzielte.

### Weiterer Berufsweg
Parallel zum Fußball absolvierte sie ein Lehramtsstudium, war als Lehrerin tätig und arbeitete ab 2016 als stellvertretende Schulleiterin in Aberdeenshire und in Elgin. 2018 übernahm sie die Leitung einer Schule in Ross-shire. Sie gründete außerdem ein Coaching- und Beratungsunternehmen, war ab Oktober 2019 in der Bildungsbehörde im Bezirk Highland tätig und übernahm im September 2020 zunächst kommissarisch dessen Leitung, ab Juli 2021 als Executive Chief Officer. Im November 2024 schied sie dort aus und übernahm das Management des Fußballvereins Elgin City.